# Partido Demócrata de los Trabajadores
El Partido Demócrata de los Trabajadores (PDT) fue un pequeño partido político panameño de centroizquierda. Fue fundado el 31 de enero de 1985, sin embargo, se convirtió en un partido alineado a la dictadura militar que gobernaba en ese entonces.
En las elecciones generales de 1989 se unió a la alianza oficialista COLINA de Carlos Duque, sin embargo, el PDT sólo aportó 855 votos (0,13% del total) y ningún diputado a la Asamblea Nacional, por lo que fue abolido por el Tribunal Electoral el 1 de julio de 1991.